# Future Leaders of the World
Future Leaders of the World est un groupe de rock américain, originaire de Buffalo, à New York. Le groupe publie son premier album, LVL IV en 2004, avant de changer de nom pour Machina pendant une période, et de faire participer les membres d'Evanescence, le guitariste John LeCompt et le batteur Rocky Gray. Après une pause, le groupe se reforme en 2014, et publie un autre album sous l'ancien nom de Future Leaders of the World, Reveal, en mars 2015.

## Biographie

### Formation etLVL IV
Future Leaders of the World est formé par le guitariste et chanteur Phil Taylor, qui forme le groupe à Buffalo, à New York, aux côtés du batteur Carl Messina et le bassiste Toby Cole. Taylor enregistre une démo avec Shawn Rivera de Az Yet et le producteur exécutif Allan Fray à Los Angeles. Par la suite, Jake Stutevoss est recruté à la guitare. Le groupe signe au label Epic Records et publie l'album LVL IV. L'album atteint la 153e place du Billboard 200 grâce aux singles Let Me Out (6e des Mainstream Rock, 32e des Modern Rock Charts) et Everyday (30e du Mainstream Rock). Le groupe tourne avec des groupes comme Shinedown, Seether, Crossfade, Chevelle, et Alter Bridge, mais pendant leurs dates de la tournée Sno-Core, ils apprennent qu'Epic a mis un terme à leur contrat, et le groupe finit par se séparer.

### Machina
Taylor, les anciens membres d'Evanescence John LeCompt (guitare), Rocky Gray (batterie), ainsi que Jack Wiese (guitare) et Thad Ables (basse) forment un nouveau groupe, Machina. Depuis le départ de Gray et LeCompt d'Evanescence en mai 2007, le groupe tourne à plusieurs reprises, et finalise un nouvel album produit et mixé par Toby Wright au studio SoundKitchen de Nashville, dans le Tennessee. Le premier single de l'album, Trust est diffusé à la radio américaine, puis s'accompagne d'un deuxième single annoncé mais pas encore publié. En 2012, Machina signe au label Rogue Records America et publie l'album To Live and Die in the Garden of Eden le 9 octobre sur iTunes et CMDistro.com.

### Retour de Future Leaders of the World
Après une brève pause, l'ancien chanteur Phil Taylor annonce sur le blog MySpace du groupe que celui-ci s'est reformé en 2009. Leurs nouvelles chansons sont publiées sur MySpace. Le groupe publie un EP intitulé Delirium qui comprend trois chansons issues de leur futur album intitulé Reveal. L'EP comprend aussi une version acoustique Let Me Out. Le groupe comprendra Jeremy « 13 » à la basse, Ian Severson à la guitare, Russell Bullock à la batterie, et Phil Taylor au chant. En 2014, le groupe conclut un contrat avec Pavement Entertainment/SonyRed. Le nouvel album Reveal, est publié le 10 mars 2015 est popularisé grâce au single Live Again, diffusée sur XM Sirius Radio. En soutien à l'album, le groupe s'engage dans une tournée japonaise avec Saliva en parallèle à la sortie de Reveal. Phil Taylor, de Future Leaders of the World, s'associer avec le batteur et percussionniste Lester Estelle (Pillar, Kelly Clarkson) pour enregistrer un album acoustique intitulé Rise.

## Membres

### Membres actuels
Machina
- Phil Taylor - chant
- John LeCompt - guitare, chœurs
- Thad Ables - basse
- Rocky Gray - batterie
- Jack Wiese - guitare

Future Leaders of the World
- Phil Taylor - chant, basse

### Anciens membres
- Toby Cole - basse
- Jake Stutevoss - guitare, chœurs
- Bill Hershey - basse
- Carl Messina - batterie
- Jeremy « 13 » - basse
- Erik McGreevy - basse
- Ian Severson - guitare
- Jarred Mosely - basse
- Russell Bullock - batterie

## Discographie

### Albums studio
- 2004 : LVL IV
- 2012 : To Live and Die in the Garden of Eden (sous Machina)
- 2015 : Reveal

### EPs
- 2007 : Machina EP
- 2009 : Delirium EP

### Compilation
- 2009 : Bootlegs and B-Sides